# Te Rereioturu Falls
Die Te Rereioturu Falls (von Maori Te Rere I Oturu ‚Sprung des Oturo‘) sind ein abgelegener Wasserfall auf der Nordinsel Neuseelands. Er liegt im Lauf des Opuiaki River in der Kaimai Range in der Region Bay of Plenty, der 15 km südwestlich von Tauranga in den Wairoa River übergeht. Seine Fallhöhe beträgt 42 Meter, seine Fallbreite ca. 25 Meter.
Benannt ist der Wasserfall nach einer Legende der Māori, in der sich ein Jäger des Iwi Ngāti Ranginui namens Oturu durch einen Sprung auf die Fallkante des Wasserfalls vor dem Zugriff seiner Verfolger rettete.
Der Wasserfall ist allein in einer mehrstündigen Wandertour erreichbar, wie sie von der Ortschaft Omanawa südlich von Tauranga aus kommerziell angeboten wird.